# Нераций Юний Флавиан
Нераций Юний Флавиан (на латински: Neratius Junius Flavianus) e управител на Рим (praefectus urbi) от октомври 311 до февруари 312 г.
Произлиза от фамилията Юнии – Нерации, произлизаща от Нерация. Женен е за Вулкация. Баща е на Вулкация (* 307 г.), която става втората съпруга на Луций Валерий Максим Василий (консул 327 г.) и майка на Валерий Максим Василий (praefectus urbi 361 – 363 г.) и на Валерия, която става християнка с брака си с Руфий Меций Плацид.